# گوندوانا

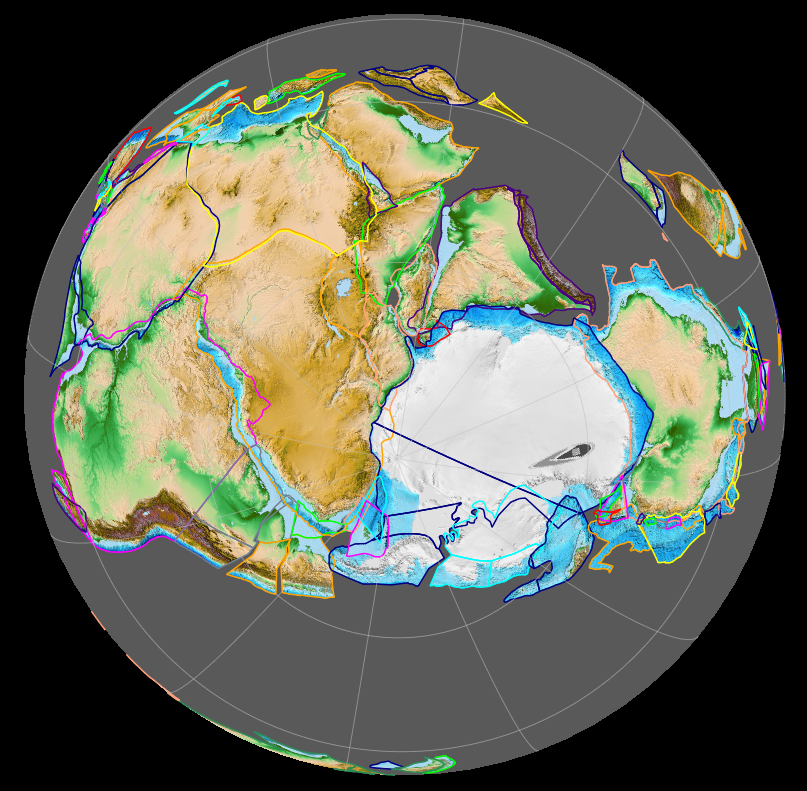
گندوانا ۴۲۰ میلیون سال پیش. نما: نقطهٔ محوری قطب جنوب در مرکز نگاره.

گندوآنا (به انگلیسی: Gondwana), یا گندوانالند (Gondwanaland) نام ابر قاره‌ای در دورهٔ پیشین‌زیستی نو (حدود ۵۵۰ میلیون سال پیش) تا ژوراسیک (حدود ۱۸۰ میلیون سال پیش) است که پس از تقسیم ابرقارهٔ پانگه‌آ به دو ابرقارهٔ گندوآنا و لورازیا تشکیل شد. فاصلهٔ بین این دو ابرقارهٔ جدید را دریایی به نام دریای تتیس پر می‌کرد که دریای خزر، دریای سیاه و دریای مدیترانه را بازمانده‌های این دریای بزرگ می‌دانند.
بقایای گوندوانا حدود دو سوم از مساحت قاره‌های امروزی را تشکیل می‌دهند. آفریقا، اقیانوسیه، آمریکای جنوبی، قطب جنوب و بخش‌هایی از شبه جزیرهٔ هند، همان قارهٔ گندوآنا هستند که در ۱۱۵ میلیون سال پیش و در دورهٔ کرتاسه آغاز به تقسیم شدن کرد. در نخستین تعریف‌ها گندوانا یک ابرقاره در نظر نمی‌گرفتند، زیرا انبوه سرزمین‌های بزرگ بالتیکا، لورنتیا و سیبری از آن جدا بودند.
گوندوانا از ادغام چندین کراتون (بلوک‌های بزرگ و پایدار از پوسته زمین) شکل گرفت و از حدود ۸۰۰ تا ۶۵۰ میلیون سال پیش با اوروژن شرق آفریقا، برخورد هند و ماداگاسکار با شرق آفریقا آغاز شد و در حدود ۶۰۰ تا ۵۳۰ میلیون سال پیش با همپوشانی اوروژن‌های برازیلیانو و کونگا، برخورد آمریکای جنوبی با آفریقا و اضافه شدن استرالیا و قطب جنوب به آن، به پایان رسید. در نهایت، گوندوانا به بزرگ‌ترین قطعه از پوسته قاره‌ای دوران پالئوزوئیک تبدیل شد که مساحتی در حدود ۱۰۰٬۰۰۰٬۰۰۰ کیلومتر مربع (۳۹٬۰۰۰٬۰۰۰ مایل مربع) را پوشش می‌دهد، که تقریباً یک پنجم از سطح زمین را شامل می‌شود.
این توده در دوران کربنیفر با یورامریکا ترکیب شد و به تشکیل پانگه‌آ انجامید. در دوران تریاس شروع به جدا شدن از پانگه‌آ شمالی (لائوراسیا) کرد و در اوایل ژوراسیک (حدود ۱۸۰ میلیون سال پیش) شروع به تفکیک شدن کرد. مراحل نهایی جدایی که شامل جدایی قطب جنوب از آمریکای جنوبی (تشکیل تنگه دریک) و استرالیا بود، در دوره پالئوژن (از حدود ۶۶ تا ۲۳ میلیون سال پیش) رخ داد. گوندوانا با اولین تعریف ابرقاره مطابق نبود، زیرا توده‌های زمینی بلتیکا، لورانتیو و سیبری از آن جدا بودند.

## نامگذاری
قاره گوندوانا توسط دانشمند اتریشی به نام ادوارد سوئس نامگذاری شد، که از منطقه‌ای در مرکز هند به همین نام گرفته شده است و این نام از زبان سانسکریت به معنای «جنگل گوندها» می‌باشد. این نام پیش از این در زمینه زمین‌شناسی و به‌طور خاص توسط اچ.بی. مدلیکات در سال ۱۸۷۲ مورد استفاده قرار گرفت که توالی‌های رسوبی گوندوانا (پرمی-تریاسیک) نیز از آن توصیف می‌شوند.
برخی از دانشمندان برای ایجاد تمایز واضح بین این منطقه و ابرقاره، به اصطلاح «گوندوانا لند» را ترجیح می‌دهند.